# Amazochroma
Genre
Amazochroma est un genre d'opilions laniatores de la famille des Gonyleptidae.

## Distribution
Les espèces de ce genre se rencontrent au Brésil, en Guyane et au Suriname.

## Liste des espèces
Selon World Catalogue of Opiliones (18/09/2021) :
- Amazochroma carvalhoi (Mello-Leitão, 1941)
- Amazochroma pedroi Carvalho & Kury, 2018

## Publication originale
- Carvalho & Kury, 2018 : « Further dismemberment of Discocyrtus with description of a new Amazonian genus and a new subfamily of Gonyleptidae (Opiliones, Laniatores). » European Journal of Taxonomy, no 393, p. 1–32 (texte intégral).